# یودوکیا برشانسکایا
یودوکیا داویدونا برشانسکایا (روسی: Евдокия Давыдовна Бершанская؛ زاده ۶ فوریه ۱۹۱۳ در دابروولنویه، استاوروپل – درگذشته ۱۶ سپتامبر ۱۹۸۲ در مسکو) فرمانده گردان ۴۶مین هنگ بمباران شبانه نگهبان تامان در طول جنگ جهانی دوم بود و تنها زن تاریخ شد که نشان سووروف را دریافت کرد. تحت فرماندهی او، بیست و سه خلبان این هنگ به دلیل موفقیت‌هایشان در ماموریت‌های بمباران علیه نیروهای محور، عنوان قهرمان اتحاد شوروی را کسب کردند.

## اوایل زندگی
برشانسکایا  در ۶ فوریه ۱۹۱۳ در دابروولنویه، در امپراتوری روسیه متولد شد. پس از آنکه هر دو والدینش در جریان جنگ داخلی روسیه درگذشتند، توسط عمویش بزرگ شد. او پس از فارغ‌التحصیلی از مدرسه متوسطه در بلاگودارنی، در مدرسه خلبانی باتایسک ثبت‌نام کرد و پس از فارغ‌التحصیلی بین سال‌های ۱۹۳۲ تا ۱۹۳۹ به آموزش خلبانان دیگر پرداخت. سپس به عنوان فرمانده گردان ۲۱۸ عملیات ویژه هوایی منصوب شد و همچنین نماینده شورای شهر کراسنودار شد. پیش از تهاجم آلمان به اتحاد جماهیر شوروی، با پیوتر برشانسکی ازدواج کرد و صاحب یک پسر شد، اما ازدواجشان به سرعت به جدایی انجامید. او تا پایان جنگ از نام خانوادگی برشانسکایا استفاده می‌کرد و پس از آن با کنستانتین بوچاروف ازدواج کرد.

## جنگ جهانی دوم
در سال ۱۹۴۱، مارینا راسکوا توانست موافقت استالین را برای تشکیل سه گردان هوایی زنانه به‌دست آورد: گردان ۵۸۶ خلبان شکاری، گردان ۵۸۷ بمب‌افکن و گردان ۵۸۸ بمب‌افکن شبانه. به عنوان خلبانی با ده سال تجربه، یودوکیا برشانسکایا برای رهبری گردان ۵۸۸ بمب‌افکن شبانه انتخاب شد، که با هواپیماهای دوجنگی پولیکارپوف Po-2 پرواز می‌کردند. در سال ۱۹۴۳، این گردان به گردان ۴۶ گارد بمب‌افکن شبانه تبدیل شد و عنوان گارد به آن اعطا گردید. بعدها به او نشان پرچم سرخ تعلق گرفت. خلبانان زن آنقدر شجاع و دقیق بودند که سربازان آلمانی آن‌ها را «جادوگران شب» نامیدند. دلیل این نامگذاری این بود که اغلب در مأموریت‌ها، موتور هواپیماهایشان را کم‌قدرت کرده و روی اهداف خود گلاید می‌کردند، سپس بمب‌ها را رها و موتور را دوباره به قدرت کامل بازمی‌گرداندند. از زمان تشکیل تا انحلال در اکتبر ۱۹۴۵، این گردان کاملاً متشکل از زنان باقی ماند. در مجموع، آن‌ها بیش از ۲۳,۰۰۰ سورتی پرواز انجام دادند و بیش از ۳,۰۰۰ تن بمب بر نیروهای دشمن رها کردند.
علاوه بر بیست‌و‌سه عضو این گردان که عنوان قهرمان اتحاد جماهیر شوروی را دریافت کردند، دو نفر در نهایت به عنوان قهرمان روسیه شناخته شدند و یک نفر نیز عنوان قهرمان قزاقستان را دریافت کرد.

## مرگ
پس از جنگ، یِودوکیا با کنستانتین بوچاروف ازدواج کرد، فرماندهٔ گردان بمب‌افکن سبک شبانه ۸۸۹، که در طول جنگ به‌طور نزدیک با گردان بمب‌افکن شبانهٔ ۴۶م گارد همکاری داشتند و در همان زمان با هم آشنا شده بودند. مراسم عروسی با حضور بسیاری از اعضای گردان‌های آن‌ها برگزار شد. آن‌ها سه دختر داشتند. در سال ۱۹۷۵، او عنوان شهروند افتخاری کراسنودار را دریافت کرد. او در مسکو زندگی می‌کرد و در سال ۱۹۸۲ بر اثر حمله قلبی درگذشت و در گورستان نوودویچی دفن شد.